# Seven oops
seven oops（セブンウップス）は、日本のスリーピースロック・バンド。所属レコード会社は徳間ジャパンコミュニケーションズ。2004年に結成。2011年にメジャー・デビュー。2017年までは7!!（読み同じ）名義で活動していた。
現在は『seven oops』に表記を改名。
2020年に株式会社oopsを設立。

## 概要
旧バンド名の7!!の由来はボーカルのNANAEの名前から。「NANA」を「seven（7）」に、「E（え!!）」を英語の感動詞である「Oops（!!）」に言い換えた。2004年結成。
メンバー全員が沖縄県出身・在住。
三ツ矢サイダーCMソングオーディションでバンド部門のグランプリを獲得。
2011年4月にシングル「フォーリン・ラブ」でEpic Recordsよりメジャー・デビュー。
NANAEとドラムのMAIKOの生年月日は同一だが、両者は双子ではなく偶然の一致である。
ギターのMICHIRUが2017年の活動を以て脱退、2018年より3人体制となった。

## メンバー
- NANAE（ななえ、1988年3月15日 - 、血液型O型）ボーカル
- MAIKO（まいこ、1988年3月15日 - 、血液型O型）ドラム
- KEITA（けいた、1988年1月7日 - 、血液型O型）ベース

### 旧メンバー
- MICHIRU（みちる、1987年10月8日 - 、血液型O型）ギター
  - 脱退後も曲提供を行ったり、散発的にライブに参加している。

## 略歴
- 2004年
  - NANAEが高校2年生の時にバンドをやりたくなり、別の高校の友人に相談したところ、ベースをやってるクラスメイトとしてKEITAを紹介され、KEITAが幼馴染のMICHIRUを誘い、その後NANAEが高校の文化祭でドラムを叩いていたMAIKOを誘った。同学年の4人が揃い、12月頃から沖縄で活動を始める。

- 2005年
  - 三ツ矢サイダーCMソングオーディションでバンド部門のグランプリを獲得。
  - 11月、グランプリ受賞曲でアサヒ飲料・三ツ矢サイダーの沖縄限定CMソングとして使われた「Sun Light」で沖縄県内インディーズデビュー

- 2010年
  - 秋、「海仙山仙〜第一幕〜」（出演：キマグレン、Hi-Fi CAMP、Rake）のオープニングアクトとして初の全国ツアーを実施。

- 2011年
  - 4月にシングル「フォーリン・ラブ」でEpic Recordsよりメジャー・デビュー。同曲は溝端淳平主演の映画『高校デビュー』の主題歌に採用される。
  - 6月29日にはテレビ東京系アニメ『NARUTO -ナルト- 疾風伝』のオープニング・テーマとして使用された2ndシングル「ラヴァーズ」を発売し、この楽曲を、福岡 Yahoo! JAPANドームで行われた、福岡ソフトバンクホークス公式戦開催の試合前に3万人の前で生披露した。
  - 11月2日には3rdシングル「バイバイ」はアニメ『君と僕。』のオープニングテーマに採用。また、石原さとみ・田中圭出演のショート・フィルムも話題に[2]。

- 2012年
  - 8月、4thシングル「スウィート・ドライヴ」をリリース。「スウィート・ドライヴ」は2012年度FMQリーグパワープレイソングに決定、カップリング曲「虹色」はアサヒビール「福岡ソフトバンクホークス応援プロジェクト」テーマソングの他、アメリカの朝の情報番組『FCIモーニングEYE!』（フジサンケイ・コミュニケーションズ・インターナショナル）の新テーマ曲に使用される。
  - 9月、インドネシア・ジャカルタにてAnime Festival Asia Indonesia 2012に出演、初の海外ライブ。
  - 11月、初のワンマン・ツアー「7!!のうぷぷなツアー2012〜お初です、ちむどんどん!!〜」で全国各地を周る。
  - 12月8日公開の映画『今日、恋をはじめます』テーマ曲に「弱虫さん」が抜擢され、『「今日、恋をはじめます」オフィシャル・アルバム』（12月5日発売）に収録された[2]。

- 2013年
  - 3月6日に1stアルバムとなる『ドキドキ』をリリース。
  - 8月、『別冊マーガレット』（集英社）に連載中の南塔子の漫画『ReReハロ』との完全コラボによるシングル「ReReハロ〜終われそうにない夏〜」を発売。

- 2014年
  - 1月、結成10周年を迎える。7枚目となるシングル「この広い空の下で」をリリース。
  - 8月13日に2ndアルバムとなる『START LINE』をリリース。
  - 8月17日、バンド結成10周年記念ライブ『7!!のうぷぷな日SPECIAL 10th Anniversary〜渋公ちゃん、ばんみかちぇー!!〜』を、渋谷公会堂で開催。この公演が自身初となるホールワンマンライブでもあった。
  - 12月25日、7!! OFFICIALグッズSHOPがオープン。

- 2015年
  - 2月発売の「オレンジ」がノイタミナTVアニメ『四月は君の嘘』のエンディング・テーマに決定。
  - 4月よりNANAEがテレビ神奈川『saku saku』6代目MCに起用。
  - オリオンビール新商品「オリオンスタイル」CMに出演。新曲「世界を回せ!!」がCMソングに使用される。

- 2016年
  - 4月にメジャー・デビュー5周年を迎える記念として、1月、2月に連続配信リリース&3月にアニバーサリー企画アルバム『アニップス』をリリース。ジャケットは漫画家・羽賀翔一が担当[3]。
  - 2016年3月13日に開催される『横浜マラソン2016』に、NANAEがメディアランナーとして参加。
  - ラゾーナ×アーティストコラボ第5弾「LAZONA VALENTINE'S DAY」スペシャルサポーターに就任。
  - 4月13日、メジャー・デビュー5周年。
  - 9月17日、テレビ東京ドラマ24『勇者ヨシヒコと導かれし七人』のエンディングテーマに「きみがいるなら」が決定[4]。

- 2017年
  - 2月8日に3rdアルバムとなる『セツナエモーション』をリリース。
  - メジャー・デビュー7thとなるアニバーサリー・イヤーの10月4日に自身初となるシングルコレクションベスト『ALL SINGLES BEST』をリリース。
  - 9月1日、年内の活動を持ってMICHIRUが脱退し、翌2018年より3人体制となることが発表された[5]。

- 2018年
  - バンド表記を"7!!"から"seven oops"に変更[6]。
  - 9月20日にグループ名変更後、初のシングルとなる「SMILE+LOOP」をリリース。 LIVE会場限定販売シングルとなっている。
  - 11月7日に4thアルバムとなる『songs for...』をリリース。グループ名変更後、初のアルバム。

- 2019年
  - 9月14日にシングル「10 years ago」をリリース。LIVE会場限定販売シングルとなっている。
  - 11月13日に5thアルバムとなる『日常』をリリース。

- 2021年
  - 事務所から独立[7]。

## 音楽性
各メンバーがそれぞれ作詞・作曲を手がけるが、全員が一人の架空の少女が歌うことをイメージして作詞を行うことによって統一を図っている。

## ディスコグラフィ

### シングル
|                           | 発売日         | タイトル                        | 規格品番    | 規格品番    | 規格品番    | 規格品番  | オリコン |
| 完全限定盤                | 発売日         | タイトル                        | 初回限定盤  | 通常盤      | 期間限定盤  |           | オリコン |
| ------------------------- | -------------- | ------------------------------- | ----------- | ----------- | ----------- | --------- | -------- |
| ※                         | 2005年11月11日 | Sun Light                       |             |             |             |           |          |
| 1st                       | 2011年4月13日  | フォーリン・ラブ                |             |             | ESCL-3658   |           | 52位     |
| 2nd                       | 2011年6月29日  | ラヴァーズ                      | ESCL-3659   | 26位        |             |           |          |
| 3rd                       | 2011年11月2日  | バイバイ                        | ESCL-3787   | ESCL-3788   | 33位        |           |          |
| 4th                       | 2012年8月22日  | スウィート・ドライヴ            | ESCL-3952   |             | 120位       |           |          |
| 5th                       | 2013年2月20日  | さよならメモリー                | ESCL-3997   | 61位        |             |           |          |
| 6th                       | 2013年8月14日  | ReReハロ 〜終われそうにない夏〜 | ESCL-4077   | ESCL-4078   | 31位        |           |          |
| 7th                       | 2014年1月15日  | この広い空の下で                |             | ESCL-4146/7 | ESCL-4148   | 39位      |          |
| 8th                       | 2014年5月21日  | メロディ・メーカー              | ESCL-4212/3 | ESCL-4214   | 54位        |           |          |
| 9th                       | 2014年7月30日  | スタートライン                  | ESCL-4252/3 |             |             | ESCL-4254 | 58位     |
| 10th                      | 2015年2月11日  | オレンジ                        |             | ESCL-4368   | ESCL-4365/7 | 19位      |          |
| 11th                      | 2015年10月21日 | センチメートル                  | ESCL-4535/6 | ESCL-4537   |             | 36位      |          |
| 12th                      | 2016年8月24日  | FLY/世界を回せ!!                |             | ESCL-4688   | 80位        |           |          |
| 13th                      | 2016年11月23日 | きみがいるなら                  | ESCL-4751/2 | ESCL-4753   | 59位        |           |          |
| LIVE会場 限定             | 2018年9月20日  | SMILE+LOOP                      |             |             | 対象外      |           |          |
| LIVE会場 限定             | 2019年9月14日  | 10 years ago                    | 対象外      |             |             |           |          |
| 14th （デジタル配信限定） | 2023年3月13日  | 夜明け                          |             |             |             |           |          |
| 15th （デジタル配信限定） | 2023年8月6日   | プレイボール                    |             |             |             |           |          |
| 16th （デジタル配信限定） | 2023年12月24日 | 横浜2020                        |             |             |             |           |          |
| 17th （デジタル配信限定） | 2024年7月30日  | 家族になろうよ                  |             |             |             |           |          |
| 18th （デジタル配信限定） | 2024年12月15日 | 喝采                            |             |             |             |           |          |

### アルバム
|            | 発売日         | タイトル           | 規格品番    | 規格品番   | オリコン | 備考                          |
| 初回限定盤 | 発売日         | タイトル           | 通常盤      |            | オリコン | 備考                          |
| ---------- | -------------- | ------------------ | ----------- | ---------- | -------- | ----------------------------- |
| 1st        | 2013年3月6日   | ドキドキ           | ESCL-4013/4 | ESCL-4015  | 20位     |                               |
| 2nd        | 2014年8月13日  | START LINE         | ESCL-4255/6 | ESCL-4257  | 20位     |                               |
| 3rd        | 2017年2月8日   | セツナエモーション | ESCL-4818/9 | ESCL-4820  | 26位     |                               |
| 4th        | 2018年11月7日  | songs for...       |             | TKCA-74704 | 63位     |                               |
| 5th        | 2019年11月13日 | 日常               | TKCA-74843  | TKCA-74844 | 68位     |                               |
| 6th        | 2024年1月28日  | seven pops         | -           | -          |          | LIVE会場限定CDと配信の2種類。 |

### その他のアルバム
|            | 発売日        | タイトル         | 規格品番     | 規格品番  | オリコン |
| 初回限定盤 | 発売日        | タイトル         | 通常盤       |           | オリコン |
| ---------- | ------------- | ---------------- | ------------ | --------- | -------- |
| コンセプト | 2016年3月9日  | アニップス       | ESCL-4595/6  | ESCL-4597 | 55位     |
| ベスト     | 2017年10月4日 | ALL SINGLES BEST | ESCL-4918/20 | ESCL-4921 | 26位     |

### 配信楽曲
| 配信日        | タイトル     | 備考               |
| ------------- | ------------ | ------------------ |
| 2016年1月27日 | 世界を回せ!! | 着うたフル先行配信 |

### 参加作品
オムニバスアルバム
- 「今日、恋をはじめます」オフィシャル・アルバム
  - M12. 弱虫さん
    - 12組のアーティストにより歌われる映画「今日、恋をはじめます」のテーマ曲を集めたアルバム。

- 「アオハライド “MUSIC RIDE”」コンピレーション・アルバム
  - M1. アオイハナビラ
    - 女性Vo.アーティストの曲を中心に映画「アオハライド」の全14曲が収録されたアルバム。

- 「NARUTO SUPER SOUNDS」コンピレーション・アルバム
  - M6. さよならメモリー
    - テレビ東京系アニメ『NARUTO-ナルト-疾風伝』の主題歌集第6弾。2012年4月 - 2014年1月までのオープニング/エンディング・テーマを網羅。
- 「カサリズム3」
  - M2. メリーゴーランド feat. NANAE & MAIKO（from 7!!）
    - カサリンチュ 3rdアルバム『カサリズム3』に収録される「メリーゴーランド」にNANAE & MAIKOがゲストボーカルとして参加。

### 書籍
- 7!! Official Artist Book　『うぷぷな日々』（2014年8月17日）
  - 雑誌「WHAT's IN?」での人気連載「7!! NANAEとMAIKOのうぷぷな日々」vol.1 - vol.40までを完全再録。バンド史上初のメンバーソロインタビュー。
  - 「7!!のうぷぷなツアー2014〜夏やっさー、はじまいんどー!!〜」のツアーよりライブ会場限定販売[10]。
- メモリアル・フォトブック
  - 7!!のうぷぷなツアー2017～セツナエモーション～のツアーグッズとして発売。
  - 結成当時からの写真や地元沖縄で撮り下ろされた写真を中心に構成されている。

## タイアップ一覧
| タイトル             | タイアップ |
| -------------------- | --- |
| Sun Light            | アサヒ飲料 三ツ矢サイダーCMソング（沖縄限定） |
| フォーリン・ラブ     | アスミック・エース エンタテインメント配給映画『高校デビュー』主題歌                                                                                  |
| ラヴァーズ           | テレビアニメ『NARUTO -ナルト- 疾風伝』オープニングテーマ                                                                                             |
| プリミティヴ・パワー | テレビアニメ『NARUTO -ナルト- 少年篇』オープニングテーマ                                                                                             |
| バイバイ             | テレビアニメ『君と僕。』オープニングテーマ |
| 愛の言葉             | TBS「夏サカス2011〜笑顔の扉〜」feat.song |
| スウィート・ドライヴ | FMQリーグ 2012年パワープレイソング |
| 虹色                 | アサヒビール「福岡ソフトバンクホークス応援プロジェクト」テーマソング FCI『FCIモーニングEYE!』テーマソング                                            |
| さよならメモリー     | テレビアニメ『NARUTO -ナルト- 疾風伝』エンディングテーマ 毎日放送『ロケみつ〜ロケ×ロケ×ロケ〜』2013年2月度エンディングテーマ                         |
| 弱虫さん             | 映画『今日、恋をはじめます』テーマソング |
| この広い空の下で     | 毎日放送『ロケみつ ザ・ワールド』2014年1月度エンディングテーマ                                                                                       |
| メロディ・メーカー   | テレビ神奈川『saku saku』2014・2015・2016年度オープニングテーマ                                                                                      |
| My ダーリン          | 品川プリンスホテル エプソン 品川アクアスタジアム2014キャンペーンソング                                                                               |
| スタートライン       | 日本テレビ/読売テレビ系列 テレビアニメ『金田一少年の事件簿R』エンディングテーマ                                                                      |
| オレンジ             | フジテレビ系列 テレビアニメ『四月は君の嘘 第2クール』エンディングテーマ                                                                              |
| センチメートル       | テレビ神奈川『saku saku』2015年10月度エンディングテーマ                                                                                              |
| 世界を回せ!!         | オリオンビールの新商品『オリオンスタイル』のCM曲として使用される。                                                                                   |
| FLY                  | テレビ神奈川『saku saku』2016年8月度エンディングテーマ                                                                                               |
| きみがいるなら       | テレビ東京系ドラマ24『勇者ヨシヒコと導かれし七人』エンディングテーマ。 いっしょに歌お！CBCラジオ11月のうた KSBスーパーJチャンネル エンディングテーマ |
| YES OR NO            | 7!!×「沖縄世界遺産物語〜5 ⼈のジョー〜」沖縄の世界遺産応援キャラクター「5jo」テーマソング                                                            |

## ミュージック・ビデオ
| 監督                               | 曲名                                                                                |
| アベユーイチ                       | 「バイバイ」                                                                        |
| 稲葉まり                           | 「メロディ・メーカー」                                                              |
| 稲葉まり＋トヨムラカオリ＋浜根玲奈 | 「ReReハロ〜終われそうにない夏〜」                                                  |
| 河谷英夫                           | 「さよならメモリー」「スウィート・ドライブ」「弱虫さん -今日、恋をはじめますver.-」 |
| 瀬田なつき                         | 「この広い空の下で」「スタートライン」                                              |
| 谷崎慎太郎                         | 「My ダーリン」                                                                     |
| nicographics                       | 「フォーリン・ラブ」「ラヴァーズ」                                                  |

## 出演

### テレビ
- 7!! LIVE SPECIAL”7!!のうぷぷな日SPECIAL 10th Anniversary”（2014年10月2日、MUSIC ON! TV）
- saku saku（2015年3月30日 - 2017年3月31日、テレビ神奈川） - NANAEのみレギュラー出演

### ラジオ
- 7!!の虹色ちゃんぷるー（2012年4月 - 2012年3月27日、エフエム福岡）
- うしみつドキドキ 7!!のでーじまーさん!（2014年9月30日 - 11月25日、CBCラジオ）
- ナガオカ×スクランブル（2016年4月 - 2017年3月30日、CBCラジオ） - 木曜レギュラーでNANAEのみ出演。
- 「7!!ナナマイのうさがみそーれー!」（2016年4月03日 - 、RBCiラジオ） - NANAE & MAIKOのみレギュラー出演。
- 「かりゆし☆らんど」（2017年4月02日 - 、Fm yokohama） - 「美らリポ（ちゅらりぽ） with Maiko（7!!）」のコーナーを担当。
- 「具志堅ストアー」（2020年4月01日 - 、RBCiラジオ） - MAIKOのみレギュラー出演(わさびの具志堅将司とコンビで)。

### その他
- 映画「アオハライド」コンピリリース記念★7!!「LINEでの生中継&LINE Q生回答」
  - LINE公式アカウントのLIVE CASTを利用した生中継と、スマートフォンQ&Aサービス「LINE Q」を使用し、メンバーが直接質問に答える形式のもの。